# Whiteberry
Whiteberry je bila petčlanska dekliška glasbena skupina iz Hokkaida na Japonskem, ki je igrala mešanico japonskega popa (t. i. J-Pop) in punka. Ustanovile so jo leta 1994 prijateljice in sošolke Yuki Maeda, Aya Inatsuki, Yukari Hasegawa, Rimi Mizusawa in Erika Kawamura. Skupina je razpadla leta 2004, ko so šle njene članice študirati.

## Zasedba
- Yuki Maeda - vokal
- Aya Inatsuki - kitara
- Yukari Hasegawa - bas kitara
- Rimi Mizusawa - klaviature
- Erika Kawamura - bobni

## Diskografija

### Singli[1]
- YUKI (8/12, 1999)
- Whiteberryの小さな大冒険 (19/4, 2000)
- Natsu matsuri (夏祭り, Natsu matsuri) (9/8, 2000)
- Akubi (あくび, Akubi) (8/11, 2000)
- Sakura Nakimichi (桜並木道, Sakura Nakimichi) (11/4, 2001)
- Kakurenbo (かくれんぼ, Kakurenbo) (18/7, 2001)
- Tachiiri Kinshi (立入禁止, Tachiiri Kinshi) (2/11, 2001)
- Jitensha Dorobou (自転車泥棒, Jitensha Dorobou) (26/9, 2002)
- BE HAPPY (23/10, 2002)
- Koe ga nakunaru made (声がなくなるまで, Koe ga nakunaru made) (27/11, 2002)
- Shinjiru Chikara (信じる力, Shinjiru Chikara) (11/2, 2004)

### Albumi[2]
- After school (4/8, 1999)
- Hatsu' (1/9, 2000)
- Chameleon (23/1, 2002)
- KISEKI - the best of Whiteberry (28/4, 2004)